# Ildiko Madl
Ildikó Mádl (nascido em 5 de novembro de 1969 em Tapolca) é uma jogadora de xadrez húngaro que detém os títulos FIDE de Mestre Internacional (IM) e Grande Mestre Feminino (WGM).Ela venceu o Campeonato Húngaro Feminino em 1990, 1991, 1993 e 1999.

## Carreira
Em 1982 e 1983 ela venceu a chamada Olimpíada dos Pioneiros e os Campeonatos Húngaros sub-13 e sub-15. Além disso, em 1982 ela venceu o Campeonato Húngaro Feminino Sub-20, embora tivesse apenas 13 anos. No Campeonato Húngaro Feminino de 1982 ela ficou em terceiro lugar. Em 1983 e 1984 alcançou seus primeiros sucessos internacionais. No inverno de 1983/84 ela ganhou um torneio internacional feminino em Straubing e em 1984 ela ganhou o Campeonato Mundial de Cadetes Femininos (Sub-16) em Champigny-sur-Marne.
Em 1986 ela conseguiu repetir o sucesso no Campeonato Europeu de Juniores que naquele ano aconteceu em Băile Herculane.. No mesmo ano, ela se tornou campeã mundial júnior feminina sub-20 em Vilnius.
Por sua equipe, a Hungria participou de 14 Olimpíadas, tendo conquistado dois ouros por equipe (1988 e 1990), duas pratas (1986 e 1994) além de dois bronzes individuais (1984 e 2008).